# Beloomut
Beloomut è una cittadina della Russia europea centrale, situata nella oblast' di Mosca. Apparteneva al Luchovickij rajon).

## Descrizione
Sorge sul fiume Oka, nella sezione sudorientale della oblast' moscovita a 160 chilometri da Mosca, a breve distanza dalla ferrovia che collega quest'ultima con Rjazan'.
Il sistema di chiuse sul fiume fu progettato da Nestor Puzyrevskij.